# Vertice (geometria)

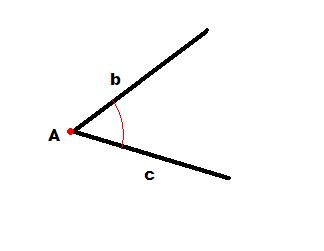
Il vertice nella geometria piana, punto di incontro di due semirette

Il vertice, in geometria, è un punto d'incontro di diversi tipi.
Nella geometria piana è:
- il punto di incontro di due lati di un poligono (triangolo, quadrilatero, ecc).
- il punto di incontro di due semirette, che formano un angolo (vertice dell'angolo);

Nella geometria solida è:

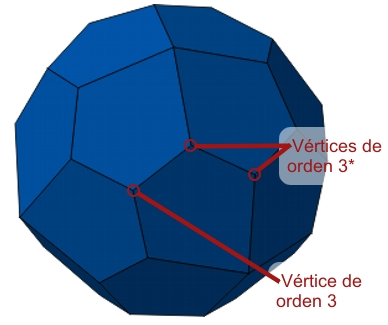
Vertice di un icositetraedro pentagonale

- il punto in cui almeno tre facce di un poliedro convergono (ad esempio il vertice di una piramide). Esso è dunque formato dall'intersezione di tre o più diversi spigoli.
- il punto di incontro della generatrice e dell'asse di un cono.